# Axel Schulz (Fußballspieler)
Axel Schulz (* 20. Mai 1959 in Rostock) ist ein ehemaliger deutscher Fußballspieler und -trainer. Für Hansa Rostock spielte er in der DDR-Oberliga, der 1. und in der 2. Bundesliga.

## Sportliche Laufbahn

### Club-/Vereinsstationen
Axel Schulz wurde 1967 in die Kindermannschaft des F.C. Hansa Rostock aufgenommen. Sein Vater, ein Sportjournalist, stand hinter der Anmeldung beim Fußballclub. Anschließend durchlief er alle Nachwuchsmannschaften. In der Saison 1976/77 spielte Schulz für Hansa in der Nachwuchsoberliga, in der er als Mittelfeldspieler 15 der 26 ausgetragenen Punktspiele bestritt.
Sein Debüt in der 1. Mannschaft gab er in der Spielzeit 1977/78, als der F.C. Hansa nach dem Abstieg in der Vorsaison in der zweitklassigen DDR-Liga spielte. Der Abiturient Schulz bestritt 16 der 22 Punktspiele und alle acht Begegnungen in der Aufstiegsrunde zur Oberliga und wurde damit sofort zum Stammspieler. In seiner ersten Oberligasaison, 1978/79, war der 1,77 Meter große Mittelfeldspieler der einzige Hansa-Spieler, der alle 26 Punktspiele absolvierte. Auch in den folgenden Jahren war Schulz ein Muster an Beständigkeit, wobei er zweimal (1979 und 1986) mit dem F.C. Hansa den Weg in die Zweitklassigkeit antreten musste, aber mit dem Team jeweils den sofortigen Wiederaufstieg realisieren konnte. In seinen besten Jahren von 1977 bis 1987 bestritt er 94 % aller ausgetragenen Punktspiele. In den Spielzeiten DDR-Fußball-Oberliga 1981/82 und 1982/83 war er mit neun bzw. acht Punktspieltreffern bester Torschütze der Hanseaten, obwohl er stets im Mittelfeld eingesetzt wurde. 1981/82 und 1986/87 musste Schulz zwei weitere Spielzeiten in der DDR-Liga verbringen, nachdem Hansa zuvor jeweils aus der Oberliga abgestiegen war.
Seine letzte vollwertige Spielzeit absolvierte Schulz 1989/90, in der er in 19 Oberligapunktspielen zum Einsatz kam. In den meisten Begegnungen wurde der bisherige Mittelfeldakteur als Libero eingesetzt. Außerdem kam er in den beiden Erstrundenspielen im UEFA-Pokal gegen Baník Ostrava zum Einsatz. Hansa Rostocks erfolgreichste Saison im vor seiner Auflösung stehenden DDR-Fußball vollzog sich 1990/91, als die Ostseestädter sowohl die Meisterschaft als auch den ostdeutschen Pokal gewannen.
An der Meisterschaft war Axel Schulz, der gemeinsam mit Rainer Jarohs erfolgreich ein Studium zum Diplomsportlehrer absolvierte, nur noch mit vier Punktspieleinsätzen beteiligt, im Pokalendspiel (1:0 über den Eisenhüttenstädter FC) wurde er nicht eingesetzt. Mit der Oberligameisterschaft hatte sich Hansa Rostock auch für die 1. Bundesliga qualifiziert. Hier kam Schulz nur zum Saisonende 1991/92 in acht Spielen zum Einsatz. Da die Hanseaten den Klassenerhalt nicht schafften, spielten sie in der Saison 1992/93 in der 2. Bundesliga. Dort bestritt Schulz seine letzte Saison für den F.C. Hansa mit neun Punktspieleinsätzen.
Nach 17 Jahren mit der 1. Mannschaft des F.C. Hansa Rostock hatte Schulz folgende Bilanz aufzuweisen:
- 242 DDR-Oberligaspiele (38 Tore)
- 46 DDR-Liga-Spiele (7) sowie 16 Spiele in der Aufstiegsrunde (6)
- 8 Spiele in der 1. Bundesliga
- 9 Spiele in der 2. Bundesliga
- 39 DDR-Pokalspiele (10)
- 2 DFB-Pokalspiele
- 2 UEFA-Pokalspiele

### Auswahleinsätze
Als Juniorenspieler gehörte er zum Kader der DDR-Juniorennationalmannschaft. Mit ihr bestritt er zwischen April 1976 und April 1977 19 Länderspiele. Bei den Jugendwettkämpfen der Freundschaft belegte die U-18 des DFV im Sommer 1976 in Bulgarien den 8. Rang. Für das UEFA-Juniorenturnier 1977, der inoffiziellen Europameisterschaft in dieser Altersklasse, qualifizierten sich die DDR-Junioren zum zweiten Mal in Folge nicht. Von 1979 bis September 1984 wurde er in fünf Länderspielen der Nachwuchsauswahl der DDR eingesetzt.
1984 wurde Schulz in den Kader der A-Nationalmannschaft aufgenommen. Am 16. Februar 1984 kam er in Athen zu seinem ersten A-Länderspiel. Beim 3:1-Sieg gegen Griechenland, gleichzeitig von den DDR-Publikationen der 1980er-Jahre und auch späteren Veröffentlichungen als Olympiauswahlspiel gewertet, wurde er als linker Mittelfeldspieler eingesetzt. Es folgten noch zwei weitere Länderspiele: Am 11. August 1984 in Ost-Berlin gegen Mexiko (1:1) und am 6. Februar 1985 gegen Ecuador (3:2-Sieg in Guayaquil). In diesen beiden Partien kam Schulz jeweils von der Bank.
Neben diesen drei A-Länderspielen wurde er 1983 und 1984 in zwei Qualifikationsspielen der DDR-Olympiaauswahl eingesetzt. Insgesamt wurde er in dieser DFV-Vertretung bis 1986 siebenmal aufgeboten.

## Weiterer Werdegang
Zum Abtrainieren spielte Schulz 1993/94 noch eine Saison beim VfL Rostock und verhalf ihm durch den Meistertitel in der Landesliga Mecklenburg-Vorpommern zum Aufstieg in die ab dem damaligen Sommer viertklassige Oberliga. Später trainierte Schulz die Frauenmannschaft des Nachfolgevereins Polizei SV Rostock. Unter seiner Leitung stieg die Mannschaft aus der Frauenbundesliga ab. Von 1996 bis 2009 war er Pressesprecher des FC Hansa Rostock und nahm diese Position später erneut wahr. Danach arbeitete er als Koordinator Sport für die Hanseaten.